# Yu Wenxia

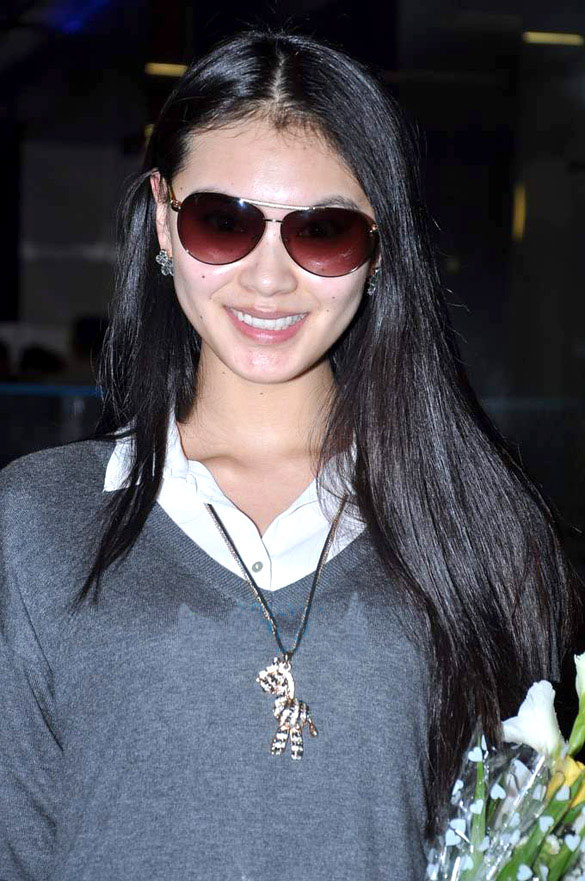
Yu Wenxia, chinesa, Miss Mundo 2012

Yu Wenxia (em chinês:于文霞; Harbin, 6 de agosto de 1989) é uma rainha da beleza chinesa. Foi a vencedora do concurso Miss Mundo 2012, realizado em seu país-natal.
Wenxia foi a segunda representante da China a ganhar este título, depois de Zhang Zilin em 2007.

## Biografia
Segundo o Baike, ela nasceu na província de Heilongjiang, filha de pais agricultores que depois se mudaram de cidade.  "As condições da família não eram boas e a renda vinha da agricultura", segundo a publicação. Em 2005 ela foi admitida no Conservatório de Música Shandong Heze e também entrou numa escola profissionalizante para conseguir um emprego e ajudar os pais. Foi neste Conservatório que uma professora notou o talento vocal de Wenxia e a estimulou a estudar Música.
Em 2008, entrou no Harbin Normal University Music College onde estudou Música. Segundo o China Daily, ela queria ser professora de Música antes de participar dos concursos de beleza. Ela também toca piano.
Foi durante seu tempo na universidade que seus atributos físicos chamaram atenção, segundo o Baike, e ela teria começado a trabalhar como modelo. "Em seu segundo ano, ela já não precisava mais pedir dinheiro aos pais", escreveu a publicação.
Segundo o Baike, em 2009, Yu Wenxia guiou a equipe chinesa durante a cerimônia de abertura dos 24º Jogos Mundiais de Inverno da Universidade.

## Participação em concursos de beleza

### Miss China
O primeiro concurso de Wenxia foi em 2010, quando ela venceu a etapa de Harbin do Miss Tourism China. Em 2012, incentivada por colegas e uma professora, ela se inscreveu no Miss China Mundo, que venceu ao derrotar outras 38 concorrentes.

### Miss Mundo
Participando da 62ª edição do concurso de 2012, realizado em Ordos, na Mongólia Interior, China, Wenxia foi a vencedora da competição aos 23 anos de idade. Em segundo lugar posicionou-se a Miss País de Gales, Sophie Moulds (1993), seguida da Miss Austrália, Jessica Kahawaty (1991), em terceiro lugar da classificação.
Para levar a coroa, ela derrotou candidatas de outros 115 países, ao responder à clássica pergunta "Por que você deve ser a Miss Mundo?", com: "Quando eu era jovem, me senti muito sortuda porque tantas pessoas me ajudaram e espero que no futuro eu possa ajudar a muitas crianças a terem sorte".
"A platéia, majoritariamente chinesa, explodiu em aplausos e fogos de artifício iluminaram o céu", escreveu o China Daily.

#### Reinado
Após sua coroação, ela visitou diversos países do mundo como Itália, França, África do Sul, Índia, Estados Unidos, Indonésia e Tailândia.

#### Visita ao Brasil
Em 1º de abril de 2013, ela foi deportada do Brasil, após chegar ao Aeroporto Internacional Tom Jobim, no Rio de Janeiro, para participar do concurso Miss Brasil Mundo 2013, por desembarcar no país sem o visto de entrada exigido aos chineses.
A situação foi resolvida posteriormente e ela participou da final do Miss Brasil Mundo 2013.

## Vida após o Miss Mundo
Em 2015 apareceu como atriz do filme "Carga Explosiva, O Legado" (The Transporter Refueled, em inglês).
No final de 2015, participou de eventos relacionados ao Miss Mundo 2015, no qual também foi jurada.